# Irlandzka wojna o niepodległość

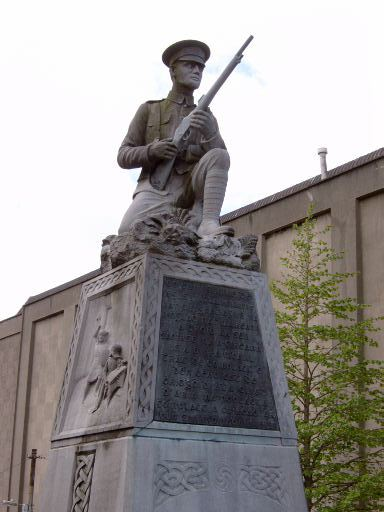
Pomnik w Dublinie poświęcony wojnie o niepodległość

Irlandzka wojna o niepodległość – wojna partyzancka w Irlandii prowadzona w latach 1919–1921 przeciwko wojskom brytyjskim.
Latem 1919 roku 15 tys. żołnierzy IRA stanęło do walki z 50 tys. brytyjskich żołnierzy i licznymi Ochotnikami Ulsterskimi. W odpowiedzi na rozpoczęcie przez IRA wojny partyzanckiej Anglicy wprowadzili rządy terroru. Aresztowania, łapanki, osadzenia w obozie i godzina policyjna stały się w Irlandii codziennością. Na brytyjski terror IRA zareagowała zamachami, intensyfikacją wojny partyzanckiej oraz egzekucjami zdrajców.
Do najsłynniejszego incydentu w trakcie wojny doszło w Dublinie w listopadzie 1920 roku. 21 listopada IRA wykonała egzekucję na 13 agentach tajnej służby brytyjskiej Cairo Gang. Tego samego dnia Black and Tans – brytyjskie oddziały pomocnicze RIC – otoczyły zapełniony kibicami stadion sportowy Croke Park i otworzyły w stronę tłumu ogień, zabijając 12 osób, a wiele innych raniąc. Zdarzenie to nazwano „krwawą niedzielą”. 10 dni później, z rąk IRA, zginęło 17 brytyjskich żołnierzy.
Pod koniec 1920 roku, pod naciskiem amerykańskiej i brytyjskiej opinii publicznej, premier Wielkiej Brytanii, Lloyd George, przedstawił nowy projekt autonomii Irlandii („rządów krajowych” – home rule), w którym podzielił Irlandię na dwie części, oddzielając sześć hrabstw w Ulsterze od reszty kraju. Odpowiedzią na ten projekt był bojkot brytyjskich instytucji państwowych w Irlandii i nasilenie walki zbrojnej. Irlandczycy już nie chcieli autonomii, jak kilka lat wcześniej, lecz niepodległości. W zorganizowanych pomimo walk wyborach całkowite zwycięstwo odniosła nielegalna, proniepodległościowa Sinn Féin, która w dużym stopniu kierowała walką o niepodległość.
W lipcu 1921 roku obie strony rozpoczęły rozmowy. Michael Collins i Arthur Griffith – wiedząc, że IRA nie jest już w stanie długo walczyć – zgodzili się podpisać Traktat angielsko-irlandzki (Treaty), zgodnie z którym powołane zostało Wolne Państwo Irlandzkie, będące dominium brytyjskim obejmującym 26 hrabstw południowych. Kwestia 6 hrabstw ulsterskich miała być rozstrzygnięta później. Głową Irlandii pozostawał król Wielkiej Brytanii, a marynarka brytyjska miała prawo do baz w kilku irlandzkich portach, ale mimo tych ograniczeń Irlandczycy mogli decydować o swoim losie.
Wielu mieszkańców wyspy nie było jednak zadowolonych z uzyskania jedynie statusu dominium. Jeszcze więcej wątpliwości budziło oddzielenie części Ulsteru od reszty kraju. Mimo to zmęczeni wojną Irlandczycy zdecydowanie poparli w wyborach zwolenników Traktatu. Część bojowników IRA (tzw. IRA antytraktatowa) nie pogodziła się jednak z Traktatem i postanowiła kontynuować zbrojną walkę o całkowicie niepodległą i zjednoczoną Irlandię.

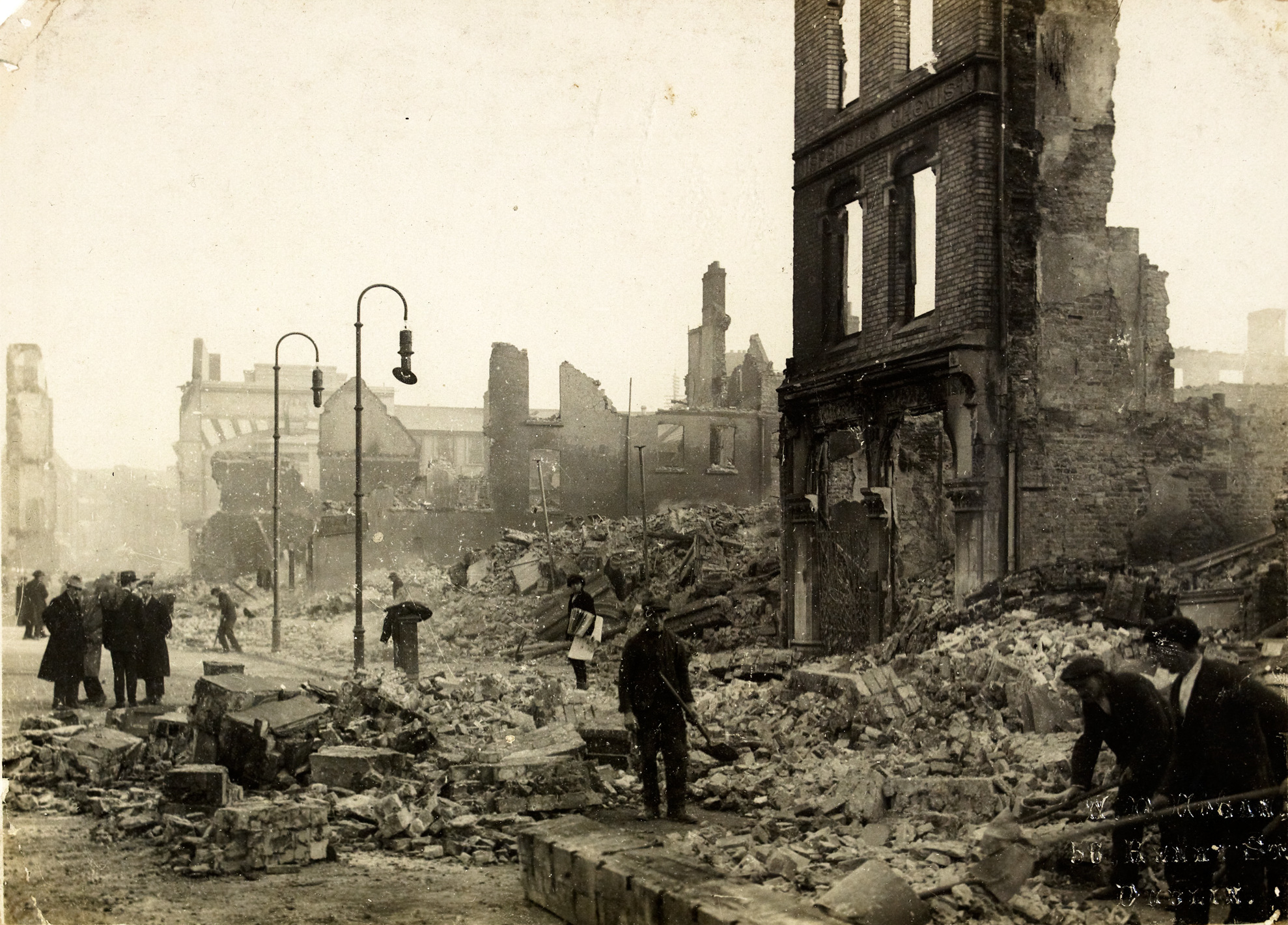
Cork po spaleniu go przez Brytyjczyków
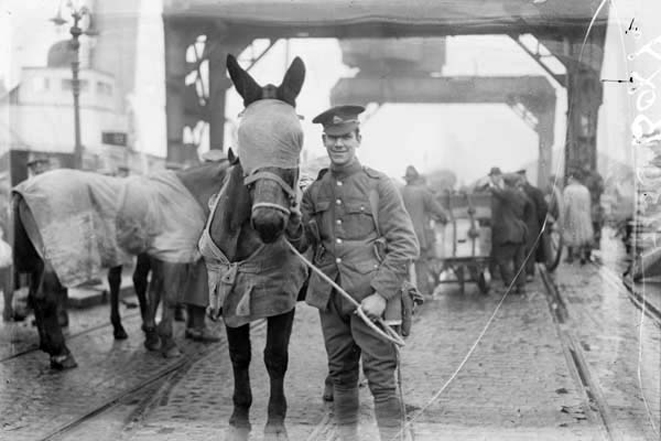
Ewakuacja wojsk brytyjskich z Irlandii po powstaniu